# الريس (مذيخرة)

تعديل مصدري - تعديل

الريس هي إحدى قرى عزلة حمير بمديرية مذيخرة التابعة لمحافظة إب، بلغ تعداد سكانها 157 نسمة حسب تعداد اليمن لعام 2004.